# Clark Comstock
Clark Comstock est un acteur américain né le 7 janvier 1862 à Yucatan, Minnesota (États-Unis), mort le 24 mai 1934 à Los Angeles (États-Unis).

## Filmographie
- 1915 : The Eagle's Nest : Sheriff Haggard
- 1916 : The Unborn : Robert Lee
- 1919 : The Jaws of Justice
- 1919 : The Westerners : Lone Wolf
- 1919 : The Double Hold-Up
- 1920 : A Broadway Cowboy : Sheriff Sim
- 1921 : A Shocking Night : Jack Lane
- 1921 : The Ranger and the Law : Red Hobbs
- 1921 : Singing River : John Thornton
- 1921 : Opened Shutters : Judge Calvin Trent
- 1921 : Lorraine of the Timberlands
- 1922 : Perils of the Yukon
- 1922 : Hellhounds of the West : Clayt Stacy
- 1922 : Silver Spurs
- 1922 : In the Days of Buffalo Bill : Thomas C. Durant
- 1922 : Blazing Arrows : Gray Eagle
- 1922 : The Radio King : John Leyden
- 1923 : Beasts of Paradise
- 1924 : Wolves of the North (en)
- 1924 : Ride for Your Life : Tim Murphy
- 1924 : Riders of the Plains
- 1924 : The Sunset Trail : Constable Hicks
- 1925 : Bashful Whirlwind : Sheriff Denton
- 1925 : The Speed Demon : Col. Warren
- 1925 : The Red Rider : Indian Chief
- 1925 : Ace of Spades : Martin Heath
- 1925 : Jack le centaure (en) d'Herbert Blaché : Jean La Farge
- 1926 : Looking for Trouble (en) de Robert N. Bradbury : Jim Hellier
- 1926 : The Fighting Peacemaker : Marshall
- 1926 : Le Signal dans la nuit : Pete
- 1926 : The Wild Horse Stampede : Cross Hayden
- 1926 : Flashing Fangs : Andrew Lang
- 1926 : The Buckaroo Kid de Lynn Reynolds : Ranch manager
- 1926 : Prisonniers de la tempête (Prisoners of the Storm) de Lynn Reynolds : Angus McLynn
- 1927 : Rough and Ready : John Stone
- 1927 : The Arizona Whirlwind (en) de William James Craft
- 1927 : Hey! Hey! Cowboy : Joe Billings
- 1927 : Whispering Smith Rides
- 1927 : Singed de John Griffith Wray : Wes Adams
- 1927 : Silver Valley : Wash Taylor
- 1928 : The Avenging Shadow : Sheriff Apling
- 1928 : Tracked : Nathan Butterfield
- 1928 : The Boundary Battle
- 1930 : The Man from Nowhere : Pat McCloud
- 1930 : Hunted Men : Carl Slauson
- 1930 : Near the Rainbow's End de J. P. McGowan : Man with pipe
- 1930 : The Oklahoma Sheriff